# دکامرون ممنوعه

ارکیده‌آ د سانتیس (چپ) در صحنه‌ای از فیلم.

دکامرون ممنوعه (ایتالیایی: Il Decamerone proibito) یک فیلم کمدی به کارگردانی کارلو اینفاشلی و آنتونیو راچوپی است که در سال ۱۹۷۲ منتشر شد.

## گزیدهٔ بازیگران
- ارکیده‌آ د سانتیس
- گابریلا جورجلی
- مالیسا لونگو
- ماریو مارانتسانا
- جاکومو ریتسو
- ماریو فِرِرا
- مارگارت رُزه کایل